# Egon von Neindorff (Reiter)
Egon von Neindorff (* 1. November 1923 in Döbeln; † 19. Mai 2004 in Karlsruhe) war Gründer und Leiter einer Reitschule, in der die klassischen Reitlehre bis hin zur Hohen Schule unterrichtete.

## Leben
Er erhielt seine reiterliche Ausbildung zunächst von seinem Vater, Egon von Neindorff, später durch bekannte Reitmeister wie Felix Bürkner, Richard Wätjen, Ludwig Zeiner, Otto Lörke und Alois Podhajsky. 1946 zog Egon von Neindorff nach Lörrach, gründete mit einigen mitgeführten Pferden eine Reitschule und führte das wohl erste Turnier Deutschlands nach dem Zweiten Weltkrieg durch.
Von 1947 bis 1954 war er auf Turnieren außerordentlich erfolgreich. 1949 zog er mit seinen Pferden in das denkmalgeschützte Reithaus der früheren Telegraphenkaserne in der Karlsruher Nordweststadt um, wo er bis zu seinem Tod im Mai 2004 als Lehrer der klassischen Reitkunst tätig war. Reitkunst bedeutet, die Bewegung des Pferdes mit der geringstnötigen Anstrengung zu kultivieren, so Egon von Neindorff. Das Resultat ist das sich in jeder Gangart selbsttragende Pferd, welches auf die Anweisungen des Reiters geradezu wartet. Sein Reitinstitut erfuhr nationale und internationale Anerkennung.
Egon von Neindorff wies darauf hin, wie viel unsere eigene Lebenseinstellung und unsere Persönlichkeit immer auch unsere Art zu reiten prägen und dass gerade die Einfachheit, die Schlichtheit und das Unspektakuläre den klassischen Meister auszeichnen. Daraus resultierte auch seine Kritik an der heutigen kommerzialisierten Reitwelt. Noch wenige Stunden vor seinem Tod hatte er seinen Schülern Unterricht gegeben.

## Stiftung und Reitinstitut
1991 gründete Egon von Neindorff die nach ihm benannte Reitinstitut Egon von Neindorff-Stiftung, der sich das Land Baden-Württemberg und die Stadt Karlsruhe anschlossen. Ziel sind die Erhaltung der klassischen Reitkunst bis zur Hohen Schule durch die Ausbildung von Pferden und begabten Reitern und Reiterinnen sowie die Nachwuchsförderung.
Die Reitinstitut Egon von Neindorff-Stiftung führt die über 50 Jahre währende Arbeit des Reitmeisters in seinem Sinne in der historischen Reithalle in Karlsruhe fort. Es ist eine Lehrstätte, in der die überlieferten und erprobten Regeln der klassischen Reitlehre bis hin zur Hohen Schule unterrichtet werden – sowohl bei der Ausbildung von Reitern als auch von Pferden.

## Förderverein
Der Verein klassische Reitkunst nach Egon von Neindorff e. V. wurde am 26. Januar 1989 mit der Zielsetzung gegründet, die Klassische Reitkunst, wie sie am Reitinstitut Egon von Neindorff gelehrt wurde und wird, zu fördern und für die Zukunft zu erhalten. Er dient weiterhin als Förderverein für das Reitinstitut der Egon von Neindorff-Stiftung.

## Ehrungen
- Bundesverdienstkreuz am Bande (31. Januar 1985)[1]
- Deutsches Reiterkreuz in Gold

## Werke
- Die reine Lehre der klassischen Reitkunst, Brunsbek, 2005.
- Kleine Reit- und Fahrlehre, Stuttgart, 1975.